# Troels Rasmussen
Troels Rasmussen (Ebeltoft, 1961. április 7.) dán válogatott labdarúgókapus.
Pályafutása kezdetén a Vejle Boldklub, pályafutása további részében mindvégig az Aarhus GF hálóját őrizte. Az AGF csapatában összesen 391 mérkőzésen lépett pályára, ezeket 5 gólt szerzett (valamennyit tizenegyesből).
Csaknem egy évtizeden át volt tagja a dán válogatottnak, 35-ször lépett pályára, három nagy tornán volt kerettag.
1985-ben az év dán labdarúgó-kapusának választották.

## Eredményei
- Egyszeres dán bajnok (1986)
- Háromszoros dán kupagyőztes (1987, 1988, 1992)

## Külső hivatkozások
- Dán válogatott profil Archiválva 2011. június 16-i dátummal a Wayback Machine-ben
- Aarhus GF profil (dánul)
- Vejle Boldklub profil Archiválva 2018. december 30-i dátummal a Wayback Machine-ben (dánul)